# Arianna Caruso
Arianna Caruso (Roma, 6 de noviembre de 1999) es una futbolista italiana. Juega como centrocampista en la Juventus de la Serie A de Italia. Es internacional con la selección de Italia.

## Trayectoria
Tras vestir la camiseta amarilla y roja de la Res Roma en calidad de cedida, pasó al equipo que participa en el Campeonato Primavera y en el que, al término de la temporada 2014-2015, obtuvo el primer scudetto del club.
Su actuación en el equipo juvenil le valió ser ascendida al primer equipo haciendo su debut en la Serie A el 9 de mayo de 2015 en la última fecha del campeonato, una derrota por la mínima ante el Brescia. Marcó su primer gol en la máxima categoría la temporada siguiente, el 12 de diciembre de 2015, decidiendo el partido en el que su club se impuso por 1-0 al Tavagnacco.
Tras dos años en la Roma, en la temporada 2017-2018 fichó por la recién nacida Juventus donde, a pesar de su corta edad, pronto despuntó en el gruppo storico blanquinegro que, en los siguientes cinco años, ganó cinco títulos de liga consecutivos.

## Selección nacional

### Categorías menores
Tras ser convocada para realizar prácticas en las formaciones sub-15 y sub-16, en 2015 el entrenador de la sub-17 italiana la inserta en la plantilla que participa en la fase élite del Europeo Sub-17 de 2015. Caruso debutó con la Azzurrina el 9 de abril de ese año, en una derrota por la mínima ante la República Checa.
También participó en la fase de clasificación para el Europeo Sub-17 de 2016, donde gritó 2 goles en la victoria por 5-0 ante Bosnia y Herzegovina, anotando también en el siguiente partido, otro 5-0 ante Irlanda del Norte.
Pasada a la selección sub-19, se la vio disputando la clasificación al Campeonato Europeo Sub-19 de 2017, debutando en el torneo el 18 de octubre de 2016 en el partido en el que las Azzurrine vencieron a Gales por 6-0. Marcó su primer gol en la sub-19 dos días después, firmando el gol en el 4-0 final sobre Macedonia del Norte.
Caruso vuelve a ser convocada de cara a la edición 2017 del torneo amistoso de La Manga. Durante el certamen, las italianas vencieron 2-1 a Escocia, empataron a cero con Dinamarca y cayeron por 4-0 ante Inglaterra.
Satisfecha con sus actuaciones, el entrenador nacional la convocó para la fase élite del Europeo Sub-19 de 2017. Caruso saltó al campo en los tres partidos disputados por Italia, abriendo el marcador en la victoria por 3-0 ante Serbia. A pesar de perder por 2-0 ante Suecia, gracias al 2-1 con el que las italianas superaron a la anfitriona Noruega, Caruso y sus compañeras celebran el pase a la fase final, la cual Italia no pudo superar luego de dos derrotas y un empate.

### Selección mayor
Caruso ha sido internacional con la selección absoluta de Italia, siendo parte de la plantilla que dispuró la clasificación para la Eurocopa de 2022. En este torneo marcó su primer gol absoluto contra Israel el 24 de febrero de 2021.

## Estilo de juego
Caruso se desempeña tanto de mediapunta en el centro del campo, donde muestra mucha concreción, como centrocampista, exhibiendo un dinamismo considerable en este caso. Posee una excelente técnica básica, en particular en la coordinación en la salida al tiro, lo que le permite encontrar el gol con bastante frecuencia así como hacerse peligrosa incluso desplegada en una posición más adelantada si es necesario.

## Estadísticas

### Clubes
| Club     | País   | Año             |
| -------- | ------ | --------------- |
| Res Roma | Italia | 2015 - 2017     |
| Juventus | Italia | 2017 - presente |

## Palmarés

### Títulos nacionales
| Título              | Club     | País   | Año     |
| ------------------- | -------- | ------ | ------- |
| Serie A             | Juventus | Italia | 2017-18 |
| Serie A             | Juventus | Italia | 2018-19 |
| Copa Italia         | Juventus | Italia | 2018-19 |
| Supercopa de Italia | Juventus | Italia | 2019    |
| Serie A             | Juventus | Italia | 2019-20 |
| Supercopa de Italia | Juventus | Italia | 2020    |
| Serie A             | Juventus | Italia | 2020-21 |
| Supercopa de Italia | Juventus | Italia | 2021    |
| Serie A             | Juventus | Italia | 2021-22 |
| Copa Italia         | Juventus | Italia | 2021-22 |

### Distinciones individuales
| Distinción                                | Año  |
| ----------------------------------------- | ---- |
| Equipo del Año (Gran Galà del calcio AIC) | 2021 |
| Equipo del Año (Gran Galà del calcio AIC) | 2022 |